# Медијска пристрасност
Медијска пристрасност је пристрасност или претпостављена пристрасност код новинара и продуцената вести у оквиру масовних медија, присутна у одабиру догађајања и вести о којима се извештава и у начину на којем се о њима извештава . Израз "медијска пристрасност" се односи на широко присутну и распрострањену пристрасност која крши стандарде новинарства, а не на гледишта појединачних новинара или чланка. Усмереност и степен пристрасности медија је широко оспоравана у више земаља.
Практична ограничења медијске неутралности укључују немогућност новинара да доставе извештаје о свим доступним догађајима и чињеницама, као и потребу да одабране чињенице формирају кохерентни наратив . Утицај владе, укључујући отворену и прикривену цензуру, утиче на пристрасност медија у одређеним земљама, као на пример у Северној Кореји и Мјанмару. Тржишне силе које за резултат могу имати настанак пристрасности укључују власништво извора вести, концентрисаност власништва медија, избор запослених, склоности циљне групе и притисак од стране оглашивача.
Постоји број националних и међународних надзорних организацја које извештавају о присутности пристрасности у медијима.

## Врсте
Најчешће разматрани облици пристрасности се јављају када (наводно партијски) медији подржавају или нападају одређену политичку партију, кандидата, или идеологију.
Д'Алесио и Ален наводе три највише проучаваних облика медијске пристрасности:
- Пристрасност у извештавању (позната и као пристрасност видљивости [3]), која се односи на то да су одређени политички актери или питања мање или више видљиви у вестима.

Пристрасност при филтрирању(позната и као селективна пристрасност  или пристрасност при одабиру ), која се односи на избор вести о којима се извештава или не извештава, понекад на идеолошкој основи. Ова врста пристрасност се некада назива и пристрасношћу под агендом, када се односи на политичке актере и на то да ли се о њима извештава у зависности од њихових политичких становишта .
- Пристрасност према одређеним изјавама (позната и као пристрасност тоналитета [3] или пристрасност представљања[7]), се односи на то када је извештавање медија наклоњено или ненаклоњено према одређеним актерима или питањима.

Остали уобичајени облици политичке и неполитичке медијске пристрасности укључују:
- Пристрасност према оглашивачима, односи се на случаје када су вести изабране како би одговарале оглашивачима.[9]
- Пристрасност према сажетости представља тежњу ка сажимању извештаја што доводи до недостатка представљања неуобичајених гледишта која би можда захтевала дуже објашњење.
- Пристрасност према корпорацијама, односи се на случајеве у којима су вести одабране како би одговарале корпорацији која је власник медија.
- Пристрасност према „мејнстриму”, односи се на тежњу ка извештавњу о ономе о чему ис ви остали извештавају, и према избегавању вести које би било кога увредиле.
- Сензационализам, тенедција да се више извештава о неуобичајеном него обичним догађајима, што оставља утисак да се ретки догађаји, попут рушења авиона, дешавају чешће од уобичајених догађања, као што су аутомобилске несреће.
- Пристрасност према структури, односи се на то када колико се о одређеном политичком актеру или питању извештава зависи од тога колико су „вредни пажње” и од медијских рутина, а не од идеолошких одлука [10] (нпр. Водећа странка добија више пажње).
- Лажна равноправност, односи се на то када су стране у полемици о неком питању представљене као равноправне, упркос несразмерној количини аргумената једне и друге стране.

Други облици пристрасности укључују извештавања која фаворизују или нападају одређену расу, веру, полну или старосну групу, сексуалну оријентацију, етничку групу или чак одређену особу.

## Сједињене Америчке Државе
Медијска пристрасност у Сједињеним Америчким Државама долази до испољавања када се амерички медији систематски усресређују на одређену тачку гледишта начином који се коси са стандардима професионалног новинарства. Оптужбе о медијској пристрасности у Сједињеним Америчким Државама укључују либералну пристрасност, конзервативну пристрасности, пристрасност према „мејнстриму,” пристрасност према корпорацијама и пристрасност према одређеном активизму или покрету.
Многе надзорне организације основане су са сврхом супротстављања медијској пристрасности, са циљом да допру до чињаница које се крију иза пристрасног извештавања и неоснованих оптужби о пристрасности. Ове организације укључују:
- „Праведност и тачност у извештавању” (Fairness and Accuracy in Reporting (FAIR)), прогресивну организацију наклоњену левици.[11][12][13][14][15]
- „Медијски истраживачки центар” (Media Research Center (MRC)), чија је мисија „да кроз научно истраживање докаже постојања либералне пристрасности у медијима које подрива традиционалне америчке вредности".[16]

Једна адвокатица за патенте створила је систем за рангирање медијске пристрасности. Она користи квантитативну и квалитативну анализу како би у њему одредила место већини главних извора вести, а рангирање се редовно и ажурира. Тај систем рангирања такође користе и многи колеџи у свом наставном плану и програму. Она је отворила и блог под именом allgeneralizationsarefalse.com  како би објаснила своју методологију и одговорила на питања о томе како функционише њен систем рангирања извора вести.
Истраживања о медијској пристрасности данас представљају један од предмета који системски проучавају разне дисциплине.

## Академски приступ у Сједињеним Америчким Државама и Великој Британији
Медијска пристрасност се проучава у школама новинарства, на универзитетским одсецима (укључујући медијске, културне и мировне студије) и од стране независних надзорних организација са различитих делова спектра политичких уверења. У Сједињеним Америчким Државама, многа од ових проучавања се усресређују на питање равноправности конзервативаца и либерала у медијима. Остале тачке усресређености укључују међународне разлике у извештавању, као и пристрасност у извештавању о одређеним питањима као што су економски сталежи или еколошки интереси.
У књизи Мартина Харисона, Вести на телевизији: Чија пристрасност? ( TV News: Whose Bias? (1985)) он критикује методологију „Гласговске медијске групе”(ГМГ/GMG) тврдећи да су селективно идентификовали пристрасност због сопствених предрасуда о томе које фразе би се могле класификовати као пристрасни опис. На пример, ГМГ тврди да употреба речи „беспослени" (енг. idle) пежоративно описује штрајкаче, иако су се истом речју и штрајкачи сами описивали.
Херман и Чомски (1988) сугеришу да пропагандни модел систематске пристрасности медија Сједињених Америчких Држава произилази из структурно економских узрока. Они хипотетишу да су власништво корпорација над медијима, финансирање од стране оглашивача, употреба званичних извора, настојања да се дискредитирају независни медији („шљамљење") и „анти-комунистичка" идеологија филтери који стварају пристрасност вести према америчким корпоративним интересима.
Многе од тачки гледишта из претходно поменутог рада подржава и рад Џима А. Куиперса из 2002. године: Пристрасност и политика штампе: Како медији „уоквирују” контроверзна питања (Press Bias and Politics: How the Media Frame Controversial Issues.) У овом истраживању о 116 водећих новина у Сједињеним Америчким Државама (укључујући Њујорк тајмс, Вашингтон пост, Лос Анђелес тајмс и Сан Франциско кроникл), Куиперс је открио да водећа америчка штампа функционише у уском спектру либералних уверења. Новине које су изражавале гледишта више наклоњена левици већином су игнорисане, док су оне које су изражавале неутралне или конзервативне ставове често биле активно ниподаштаване или је за њих сматрано да представљају тачку гледишта мањине. Укратко, ако би политички лидер, без обзира на партију којој припада, говорио у опсегу дискурса прихватљивог за новине, о њему би се позитивно извештавало у штампи. У супротном, ако би политичар, без обзира на партију, говорио ван овог опсега, о њему би се негативно извештавало у штампи или би био занемарен. Куиперс је такође утврдио да су либерална гледишта изражена у колумнама личног става новинара и уредника присутна и у вестима које се односе на иста питања. Иако се првенствено усресређивао на питања расе и хомосексуалности, Куиперс је утврдио да је штампа надметала своју тачку гледишта и извештаје о другим питањима, као што су реформа социјалне заштите, заштита животне средине и контрола оружја; у свим случајевима фаворизоване су либералне тачке гледишта.
Проучавања која се баве приказивањем пристрасности у медијима нису ограничена на радове о штампаним медија. Заједничко истраживање Центра „Џоан Шоренстин” за штампу и политику Универзитета Харвард и Пројекта изврсности у новинарству утврдило је да људи примећују пристрасност медија у телевизијским изворима као што је CNN (Си-Ен-Ен). Иако CNN и Фокс у раду нису представљени као центристе CNN је доживљен као либералнији од Фокса. Штавише, налази истраживања у вези са доживљеном либералном пристрасношћу CNN-а присутни су и у другим радовима. Постоји и растућа економска литература о пристрасности масовних медија, како на теоријској тако и на емпиријској страни. На теоријској страни фокус је на разумевању у којој мери је политичко уверење медија засновано на факторима снабдевања и потражње. Ову литаературу истражују Андреа Прет са Универзитета Колумбија и Давид Стромберг са Универзитета у Стокхолму.
Према Дану Сатеру са Универзитета у Оклахоми, систематична либерална пристрасност у америчким медијима могла би зависити и од чињенице да су власници и / или новинари који их сачињавају обично наклоњени левици. Слично, Давид Барон из Пословне школе у Станфорду представља теоретски модел начина понашања у медијима према којем, с обзиром на то да је скуп новинара системски наклоњен левици, масовни медији максимизују свој профит пружањем садржаја који је такође пристрасан истом политичком правцу. Они то могу, јер је јефтиније ангажовати новинаре који пишу вести које су у складу са њиховим политичким ставом. Још једна теорија је то да би да би снабдевање и потражња требало да доведу медије до неутралане уравнотежености јер би потрошачи наравно гравитирали према медијима с којима деле политичка схватања. Овај аргумент не узима у обзир неуравнотеженост политичких ставова самих новинара, што нарушава било какву тржишну аналогију у погледу понуде: (..) Заиста, 1982. године, 85% студената Новинарске школе у Колумбији изјаснило се као либерално, насупрот 11% конзервативних."(Лихтер, Ротман и Лихтер (1986), стр. 48), Сатер, 2001.
Исти аргумент предлаже да би уравнотеженост извора вести довела до профита који би далеко преазилашао благо повећање трошкова условљено ангажовањем непристрасних новинара, без обзира на екстремну реткост конзервативних новинара (Сатон, 2001).
Као што је претходно споменуто, Тим Гросклос из UCLA(Универзитет Калифорније) и Џеф Милжо са Универзитета Мисури у Колумбији  користе цитате труста мозгова, како би утврдили релативне излазе масовних медија у политички пректрум. Идеја је да се прати који трустови мозга су цитирани од стране разноразних излаза масовних медија унутар нових прича, и да упаре ове трустове мозгова са политичком позицијом чланова Америчког конгреса који их не цитирају у негативном контексту. Кроз ову процедуру, Гросклос и Милжо су установили потпун резултат који су сви новинари сем специјалног извештаја Фокс Њуза и Вашингтон Тајмса су заступљени у просеку у левици чланова конгреса, то јест постоје назнаке пристрасности либерала у Британским медијима. Међутим новинарство показује итузетан степен центризма, управо због свих излаза али неки су устаљени- од идеолошког становишта између просечног демократе и просечног републиканца у конгресу.
Методе које су Гросклос и Милжо користили да би измерили пристрасност критиковао је Марк Либерман, професор лингвистике са универзитета из Пенсилвеније. Либерман закључује свој став тиме што говори да он мисли " да многе ако не и већина жалби упућених према ГиМ су делом мотивисане идеолошким неслагањима- као што је и цена њиховог рада мотивисана идеолошким слагањима. Било би лепо када би постојало мање политички пуних разрада у којима би њихова примена могла бити истражена. Сендхил Мулаинтан и Андреј Шлајфер са Универзитета Харвард су конструисали модел понашања  који је изграђен око претпоставке да читаоци и гледаоци задржавају уверења за које желе да буду потврђена од стране новинара. Када читаоци деле слична уверења добијају на максимизирању профита, медијска пропаганда обликује и бира приче које увећавају та уверења. Са друге стране, када су уверења хетерогена, новинари деференцирају њихове понуде и прилагођавају на основу тржишта тако што пропагирају приче које нагињу на две екстремне стране у спектру њихових уверења. Метју Генцког и Џеси Шапиро из Чикашке школе бизниса представљају још једну теорију покренуту од стране непристрасног новинарства.
Ако читаоци и гледаоци имају априорна мишљења о стању ствари и нису сигурни за квалитет информација које им пружају медији, онда потоњи имају подстицај да прилагоде вести према тим мишљењима, да би изградили и одржали репутацију висококвалитетног новинарства. Разлог за ово је што рационални агенти су склони да верују да информације које се косе са њиховим мишљењима потичу од медија који су нижег квалитета.
С обзиром на то да различите групе у друштву имају различита веровања, приоритете и интересовања, према којој групи би медији требало да буду наклоњени? Дејвид Стромберг је конструисао модел, заснован на потражњи, где се медијска пристрасност јавља због различитих публика које имају различите ефекте на зараду медија. Оглашивачи плаћају више за богатију публику и медији прилагођавају садржај да би је привукли, с могућношћу стварања пристрасности ка десници. Са друге стране, урбанија публика је профитабилнија за новине због мање цене достављања. Новине због тога прилагођавају свој садржај да би привукли профитабилну, пре свега либералну, урбану публику. Коначно, због све веће зараде у односу на продуктивност фирме, мале групе, као што су мањине, мање зарађују. Због тога, садржај у медијима бива наклоњен против интереса мањина.
Џими Чан са Шангајског универзитета и Винг Свен са универзитета Хонгконга су развили модел по којем пристрасност медија настаје јер медији не могу да прикажу “целу истину” већ су ограничени на једноставне поруке, као што су политичке поруке. У овом случају, пристрасност медија се јавља јер пристрасни медији имају више информација; људи са одређеним политичким склоностима преферирају медије који су слично наклоњени јер више верују њиховим саветима.
Литература емпиријске економије се фокусира углавном на САД када је у питању медијска пристрасност.
Стив Ансолабехир, Ребека Лесем и Џим Шнајдер са Масачусетског технолошког института су анализирали политичку оријентацију подршке у америчким новинама. Пронашли су узлазни тренд у склоности да се подржи кандидат, посебно онај који је тренутно на функцији. Такође, постоје и неке промене у просечном идеолошком гледишту подршке: док су током 1940-их и 1950-их јасну предност имали републикански кандидати, та предност је константно опадала у наредним деценијама, то те мере да су у 1990-им аутори запазили благу предност демократа у избору подршке.
Џон Лот и Кевин Хасет са Америчког предузетничког института су проучавали покриће економских вести, гледајући 389 америчких новина, од 1991. до 2004. и од 1985. до 2004. ради подужорка који се састојао од топ 10 новина и Associated Press-а.
За сваку објаву званичних података о сету економских индикатора, аутори су анализирали како су новине одлучивале да извештавају о њима, сто се одразило на тон наслова. Идеја је била да се провери да ли новине приказују неку врсту партијске наклоности кроз давање позитивнијег или негативнијег покрића истих економских података, као резултат политичке припадности председника. Уз неопходне корекције, аутори су дошли до закључка да има од 9,6 до 14,7% мање позитивних вести уколико је председник републиканац.
Рикардо Руглиси са Масачусетског технолошког института је проучавао изборе уредника Њујорк тајмса у периоду од 1946. до 1997. Пронашао је да је Тајмс наклоњенији Демократској странци, због тога што је систематски давао више покрића темама Демократске странке попут грађанских права, здравства, рад и социјалне помоћи али само ако је председник био републиканац. Ове теме су класификоване као важне за Демократску странку, јер анкете Галупа показују да у просеку амерички грађани мисле да би кандидати Демократске странке били бољи у решсавању проблема повезаних са њима. Према Пуглисију, у периоду након 1960-их, Тајмс је показао јаку офанзиву, јер је током председничких кампања више покривао републиканску тему одбране када је председник био демократа, али мање када је био републиканац.
Алан Гербер и Дин Карлан са универзитета Јејл су употребили експериментални приступ да би утврдили не да ли су медији пристрасни, већ да ли медији утичу на политичке одлуке и ставове. Спровели су испитивање у новембру 2015. године, тик пред изборе за гувернера у Вирџинији и насумично су додељивали људе у северној Вирџинији у (а) групу која је добијала бесплатну претплату за Вашингтон Пост (б) групу која је добила бесплатну претплату за Вашингтон пост или (ц)контролну групу. Пронашли су да је осам посто већа вероватноћа да група за Вашингтон пост гласа за демократу на изборима. Извештај је такође утврдио да је“ излагање било којим новинама слабо повезано са удаљавањем од Бушове администрације и републиканаца.”
Још једна неповезана група, “Media Study Group”, утврдила је седам категорија лосе новинарксе праксе: на пример, новинар који изражава лични став у извештавању, износи нетачне чињенице, примењује неједнак третман на две стране контроверзног питања; онда је анализирала новине Ејџ (Мелбурн, Аустралија), посматрајући учесталост кршења овог кодекса понашања. Резултирајуће инстанце су потом анализиране статистички, узимајући у обзир учесталост подршкеједне или друге стране у том двостраном, контроверзном питању. Циљ групе је био да се установи квантитативна методологија за проучавање пристрасности.
Самопрокламована „прогресивна”  група чувара медија "Поштено и Тачно у Извештајима" (Fairness and Accuracy in Reporting (FAIR)), у саветовању са Лабораторијом за Истраживање Надзора и Евалуације на Републичком Универзитету у Вирџинији, спонзорисала је анкету из 1998. године у којој су 141 шеф бироа у Вашингтону и новинари на подручју Вашингтона испитани серијом питања о томе како су обављали свој посао и како су видели квалитет покривености у широкој области политике и економије од сране медија. „Били су питани за мишљење и видјење распона скоријих политичких проблема и дебата. На крају питани су за демографске и индетификујуће информације, укључујући и њихови политичку оријентацију." Онда су их упоредили са истим или сличним питањима постављена „јавности“ базираним на анкетама Gallup-а и Pew Trust-а. Њихово истраживање је дошло до закључка да је већина новинара, иако релативно либерални у вези са социјалном полисом, значајно десничарски у вези са јавности проблема економије, рада, здравства и странаца.
Ово истраживање даље говори: “много више сазнајемо о политичкој оријентацији садржаја вести самим погледом на обрасце извора, него у односу на лична видјења новинара. Како ово истраживање показује, управо су овлашћени из владе и представници којима се новинари „скоро увек“ окрећу када је у питању економска политика. Представници рада и адвокати потрошача били су на дну листе. Ово се наставља на раније истраживање у вези са изворима. На пример, аналитичари из непартијске Брукингс Институције  и они из конзервативних аналитичких центара као што је на пример фондација Heritage и амерички Enterprise инстут су најцитиранији у популарним новинским извештајима.
У директном сукобу са истраживањем FAIR-а, у 2014, истраживач медијске комуникације Џим А. Куиперс објављује четрдесетогодишњу, гломазну студију политичких уверења и акција америчких новинара. У свакој каатегорији (на пример социјална, економска, синдикатна, здравствена, и политика према странцима) пронашао је да широм државе, штампани и емитовани новинари и уредници су као група били знатно усмерени ка политичкој левици већина Американаца, и да су ова политичка убеђења нашла свој пут до њихових вести. Кyиперс је закључио „да ли политичка склоност новинара утиче на њихову интерпретацију вести? Ја јасно и гласно кажем да. Као део мог доказа узимам у обзир сведочења самих новинара... (А) добра већина новинара дозвољава својој политичкој идеологији да утиче на њихово извештавање.“ 
Јонатан М. Лад, који је спровео интензивна истраживања у вези са поверењем медија и пристрасности медија, закључио је да је главни узрок уверење у медијима јесте то што медији говоре својој публици да су одређени медији пристрасни. Људи којима је речено да је медији пристрасан тежи да верују да јесте пристрасан, и ово уверење није повезано с тим да ли тај медиј заправо пристрасан или не. Једини фактор са јаким утицајем на уверење да су медији пристрасни јесте обимна покривенст познатима. Велики број људи види такве медије као пристрасне, док у исто време преферирају медије са обимним садржајем познатих.

## Пристрасност експериментатора
Велики проблем у истраживањима јесте пристрасност експериментатора. Истраживања у вези са пристрасности студија медија у Сједињеним Државама да либерални експериментатори теже да добију резултате да медији су пристрасни конзерватицима, док конзервативци теже да добију резултате да су медији либерално оријентисани, и они који се не идентификују као конзервативци или либерали добијају резултате мале пристрасности или помешане пристрасности.
Истраживања „ Мерење пристрасности медија,, од стране политичког научника Тимотија Ј. Гросклос-а са UCLA и економичара Џефри Д. Милиа са универзитета у Мисурију- Колумбија, теже да рангирају организацију вести у смислу идентификације либералне или конзервативне вредности у односу једне на другу. Користили су податке Американаца за демократске акције као квантитативно заступање за политичко нагињање референцних организација. Самим тим њихова дефиниција „либерала“ укључује и корпорацију RAND, непрофитну органзацију која је јако повезана са Министарством Одбране. Тврде да је њихов рад открио пристрасност либерализму у америчким медијима.

## Средства за мерење и евалуацију
Студија Ричарда Алан Нелсон-а (2004) горе је цитирао Праћење пропаганде до извора: средства за анализирање пристрасности медија. Ту је наведено бар 12 метода коришћених у друштвеним наукама и комуникационим наукама да се анализира постојање и количина пристрасности.
1. истраживање политичких/културних ставова новинара, посебно чланова медијске елите и студената новинарства
2. истраживање претходнох професионалних веза новинара
3. колекција цитата у којима променентни новинари откривају своје уверење у вези са политичком/ или правом улогом у њиховој професији
4. компјутерска употреба речи и анализа тема да се одреди садржај икомпјутерска употреба речи и анализа тема да се одреди садржај и етикетирање
5. истраживање политике препоручене у новинским вестима
6. поређење агенде вести и забављајућих медија са агендама политичких кандидата и других активиста
7. позитивна/негативна анализа покривености
8. рецензија личне демографије од стране аутора медија
9. поређење извора/садржаја огласа који утичу на информације/забавни садржај
10. анализа утицаја степена пропаганде владе и индустрије јавних односа
11. студија употребе експерата и потпарола итд. од стране медија насупрот онима који нису изабрали да одреде интересе група и идеологија представљене против оних који су искључени
12. 1истраживање плаћање новинара од стране корпорација и трговинских удружења да говоре испред својих група и утицај који би то могло имати на покривеност

Аутоматизован приступ анализи текста, слика и других информација новинксих чланака да би се нашли индикатори пристатроснти медија. Главни индикатор на који су се многа истраживања усредсредила јесте идентификација разлика у покривености вести, на пример у смислу сарџаја (два чланка на исту тему садрже различите информације/ или изостављају низ информација) и у смислу тона (како се обраћају институцијама и поличарима)

## Напори да би се искључила пристрасност
Техника која се користи да би се избегла пристрасност је аргумент/противаргумент или округли сто, формат у којем особе супротних погледа коментаришу на неку тему. У теорији, овај приступ дозвољава да се различити ставови појављују у медијима. Међутим, особа која организује расправу има за одговорност да позове људе који представљају срж става о теми о којој говоре, да им поставља питања без пристрасности, и да оцењује њихове одговоре поштено. Кад се ради неопрезно, техника аргумент/противаргумент може да буде непоштена као пристрасан извештај, ако сугерише да је страна која је изгубила, истовремено изгубила и сваки свој аргумент.
Коришћење овог формата такође може да доведе до оптужби да је репортер лажно навео на мишљење да оба аргумента имају исту валидност (понекад познато као лажни баланс).) Ово се може десити кад око једног погледа постоји табу, или кад један од учесника расправе учестало даје коментаре који се једноставно доказују као нетачни.
Једна таква тврдња о погрешном навођењу на једнакост дошла је од Марка Халперина, политичког уредника Еј-Би-Си њуза. Он је изјавио у интерном и мејлу да репортери не би требало да вештачки држе Џорџа В. Буша и Џона Керија као 'једнако' одговорне јавном интересу и да су жалбе од стране Бушових присталица само покушај да се извуку са...поновним покушајима да се добију избори тако што ће се уништити сенатор Кери. Када је конзервативни веб сајт Драџ Репорт објавио ову поруку, многе Бушове присталице виделе су то као пиштољ који се дими, то јест основни доказ да је Халперин користио Еј-Би-Си да врши пропаганду против Буша, а у Керијеву корист тако што се мешао у покушаје репортера да избегну пристрасност. Академска истрага садржаја у медијима након избора доказала је да су Еј-Би-Си, Си-Би-Ес и Ен-Би-Си били наклоњенији Керију док је Фокс Њуз био наклоњенији Бушу. Скот Норвел, лондонски директор одсека Фокс Њуза изјавио је у интервјуу Вол Стрит Журналу 20ог маја 2005: Чак смо и ми у Фокс Њузу повремено пуштали по којег левичара у програм, а чак смо им дозвољавали да заврше и реченице пре него што их избатинамо до смрти и остацима нахранимо Карла Рова и Била О’Рајлија. А они који нас мрзе могу да узму за утеху да не подржавају Билове тираде; ми који плаћамо лиценцу за Би-Би-Си не можемо да имамо тај мир. Фокс Њуз је након свега приватан канал и наши новинари су веома отворени о својим ставовима. То је наша привлачност. Људи нас гледају јер знају шта добијају. Бибово (Би Би Сијев) константно форсирање левице би било подношљивије кад би корпорација била мало искренија око тога.
Друга техника која се користи за избегавање предрасуда је обелодањивање ставова који могу да се сматрају за сукоб интереса. Ово се поготово види кад новинска организација преноси причу која се директно односи на саму новинску организацију или на њене власнике као појединце или као конгломерат. Често је ова објава законски регулисана. Лица која коментаришу приче везане за деонице су често обавезни да објаве власничке интересе у тим компанијама или у компанијама њихових ривала.
У ретким случајевима, новинска организација може да отпусти или да промени место рада репортеру који делује пристрасно. Овај приступ је коришћен у афери са Килијановим документима и након интервјуа Питера Арнета са ирачком штампом. Овај приступ се претпоставља да је био коришћен у случају Дена Радера због приче коју је објавио у емисији "60 минута" у месецу пре председничких избора 2004. године када је покушао да оспори војну службу Џорџа В. Буша тако што се ослањао на наизглед лажне документе које му је доставио Бил Буркет, пензионисани потпуковник у Националној гарди Тексаса. На крају, неке земље имају законе који обавезују на баланс у медијима у власништву државе. Од 1991. Си-Би-Си и Радио Канада, његов француски парњак се управљају радиодифузним актом. Овај акт каже, између осталог:
програм обухваћен канадским радидифузним системом треба:
1. да буде разноврсан и разумљив, пружајући баланс информација, просвећење и забаву за мушкарце, жене и децу свих година, интереса и укуса, (...)

1. пружи разумну могућност да јавност буде изложена различитим погледима на питања од јавног значаја

Осим ових приступа, неколико (полу) аутоматизованих приступа је развијено од стране социолога и компјутерских инжињера. Ови приступи препознају разлике у медијском извештавању, што потенцијално може да доведе пристрасности, тако што се анализирају аутори и текстови, као и датуми објављивања текстова. На пример, Њуз Кјуб је новински агрегатор који прикупља кључне фразе за приказивање истих тема на другачији начин. Други приступи користе текст и метаподатке као што је на пример праћење веза између различитих актера као што су земље извештачи (земље у којима је чланак објављен) и споменуте земље (земље које су споменуте у чланцима). Као резултат, свака ћелија садржи само податке објављене у једној земљи о некој другој земљи. Поготово у међународним медијским темама, овај вид агрегације помаже да се открију разлике у медијским извештавањима између две земље.

## Историја
Политичка пристрасност у масовним медијама је била присутна још од самог почетка, од изума штампарске пресе. Трошкови опреме коришћене у сштампању на старим машинама довеле су до ограниченог броја запослених. Откривањем историчара сазнато је да су издавачи често служили интерсима моћних друштвених група.
Памфлет Џона Милтона „Ареопагитика, Говор За Слободу Нелиценцираног Штампања“ издат 1664 је био први који се јавно залагао за слободу штампе.
У 19. веку, новинари су почели да пимењују концепт објективног извештавања, као саставног дела новинарске етике, овај потез део је новинарству јачу социјалну моћ. Новинари до данашњег дана, иако приступају раду савесно објективно не могу да избегну оптужбе за непристрасност у новинаству.
Новине, емитовани медији (радио и телевизија), још од открића коришћени су као алат достављања пропаганде, тенденција је постала израженија чињеницом да је емитован спектар у власништву националне владе. Иако, је процес дерегулације поставио већину западних извора медија у приватне руке, у електронским медијима земаља широм света још увек постоји снажно присуство владе, или чак монопола. Истоврмено, конценрисаност власништва медија у приватним рукама, често међу мањим бројем појединаца, групама, такође је довела до оптужби о пристрасности медија.
Постоји много примера оптужби да се пристрасност користи као политички инструмент, понекад долази и до цензуре од стране владе.
- У САД, 1798, Конгрес је усвојио Alien and Sedition Acts, који је забрањивао новинама да објављују "лажно, скандалозно или злонамерно писање" против владе, укључујући било које јавно противљење било којем закону или Председнички акт. Овај чин је био на снази до 1801.[56]
- Током Америчког грађанског рата, председник Абрахам Линколн оптужио је новине у граничним државама пристрасности у корист југа и наредио да се многе новине укину[57]
- Антисемитски политичари који су били на страни Сједињених Америчких Држава уласком у Други светски рат на страни нациста, тврде да су медији били под контролом Јевреја, и да су извештаји о немачком малтретирању Јевреја били пристрасни и без основа. Холивуд је оптужен за јеврејску пристрасност, а филмови као што су "Велики диктатор" Чарлија Чаплина изнети су као наводни докази.[58]
- јужноафричка влада је у хилјаду осамстотих година оптужила новине у либералној пристрасности и покренула захтев за цензуру владе; 1989. новине Нова Нација су биле укинуте на три месеца од стране владе због објављивања анти-апартхејд пропаганде. Преостале новинама није уследило затварање већ обимно цензурисање.[59]
- У САД током покрета синдиката и покрета за грађанска права, новине које подржавају либералне социјалне реформебиле су оптуживане од стране конзервативаца да пропагирају комунистичку пристрасност.[60][61] Филмски и телевизијски медији оптужени су за пристрасност у корист мешања раса, а мноштво телевизијског програма са поставом мешовитих раса као што су иѕмеђу осталог, Ја шпијун и Стар Трек, нису емитовани на јужњачким станицама.[62]
- Током рата између Сједињених Држава и Северног Вијетнама, потпрецедник Спиро Агнев оптужио је новине о антиамеричким предрасудама, а у чувеном говору одржаном у Сан Дијегу 1970. године, антиратне демонстранте су назвали "пуцњаве негативизма".[63]

Нису све оптужше о пристрасности политичке. Научник и писац Мартин Гарднер је оптужио поп медије о пристрасности против науке. Он налже да телевизијски програми као што су Досије Икс промовишу сујеверје. Насупрот томе, Такмичарски Ентерпјас Институт, који се финансира предузећима, оптужује медије да су пристрасни у корист науке а, против пословних интереса, такође извештавају лажне научне податке која показује да стаклене баште изазивају глобално загревање.

## Улога језика
Масовни медији, упркос својој способности да се пројектују у свету, су ограничени у својој унакрсно-етничкој компатибилности од једног једноставног атрибута - језик. Етницизам, иначе у великој мери развијен од разлика у географији, језику, култури, генима, тачке гледишта, има потенцијал да буде контриран од заједничког извора информације. Стога, језик, у одсуству превода, обухвата препреку светске заједнице расправе и мишљења, али је исто тако тачно да се медији у било ком датом друштву могу поделити дуж класе, политички или регионалним линијама. Осим тога, ако је преведен језик, преводилац има простора да се пребаци на пристрасност избором тешких речи за превод. Језик се такође може посматрати као политички фактор у медијима, посебно у случајевима где друштво карактерише велики број језика који говори његово становништво. Избор језика масовних медија може представљати склоност ка групи која највероватније говори тај језик, и могу да ограниче учешће јавности од стране оних који не користе исти. С друге стране, било је и покушаја да се користи заједнички језик масовних медија да се допре до великих, географски расутих становништва, као што су арапски језик од стране вести канала Ал Џазира. Многи медијски теоретичари који се баве језиком и медијима указују на медије у САД, великој земљи у којој енглески говори већина становништва. Неки теоретичари тврде да заједнички језик није хомогенизован; као и да се још увек осећају јаке разлике изражене у масовним медијима. Ово гледиште тврди да су умерени погледи подигнути од стране политичког спектра. У Сједињеним Америчким Државама, националне вести стога доприносе смислу кохезије у друштву, полазећи од слично обавештене популације. Према овом моделу, већина погледа у друштву су слободно изражена, а масовни медији су одговорни народу и теже да одразе њихов спектар мишљења. Језик може да уведе суптилнији облик пристрасности. Избор метафора и аналогија, или укључивање личних података у једној ситуацији, али не и друге, може да уведе пристрасност, као што је родна пристрасност. Употреба речи са позитивним или негативним конотацијама, уместо неутралног синонима може формирати пристрасну слику у глави публике. На пример, велика је разлика да ли медији називају неку групу "терористи" или "борци за слободу" или "побуњеници. 2005. године меморандум за запослене у Си-Би-Ес-у наводи:
Уместо да зовемо нападаче "терористи", можемо се односити према њима као бомбаши, отмичари, плаћеници (ако смо сигурни да жене нису у групи), милитанти, екстремисти, нападачи или нека друга одговарајућа именица.
У широко критикованој епизоди, иницијални онлајн Би-Би-Си извештаји од 7 July 2005 London bombings идентификовали су починиоце као терористе, у супротности са унутрашњом политиком Би-Би-Си-а. Али, сутрадан, новинар Том Грос је навео да су чланци измењени, и замењује "терористи" са "бомбардери". У другом случају, 28. марта 2007, Би-Би-Си је платио скоро 400.000 америчких долара на правне трошкове у Лондонском суду да задржи интерну белешку која се бави наводним спречавањем да склоност према Израелу постане јавна. BBC је био оптужен да има про-Палестинске склоности, са много примера горе наведених, укључујући документарац који лажно оптужује Израел за развијање нуклеарног оружја током друге палестинске интифаде 2000. године } као и поседовања про-Израелске склоности, који је делимично признао у случају 2013. године.

## Национално и етичко становиште
Многе новинске организације одражавају, или се сматра да одражавају на неки начин, становишта географске, етничке и националне популације коме првенствено служе. Медији унутар земаља се понекад виде као улизивачки или безусловни што се тиче владе те земље.
Западни медији су често критикован у остатку света (укључујући источну Европу, Азију, Африку и Блиски исток) зато што су прозападни у вези са различитим политичким, културним и економским питањима. Ал Џазира је често критикован и на Западу и у арапском свету. Израелско-палестински сукоб и шири арапско-израелски конфликти су посебно контроверзна област, и скоро свака покривеност било које врсте ствара оптужбу за пристрасност од стране једне или обеју страна. Ова тема је покривена у посебном чланку.

## Пристрасност енглеског језика у светским медијима
Примећено је да су главни светски добављачи вести, новинске агенције, као и главни купци вести Енглеске корпорације и то даје пристрасност ка енглеском језику у избору и опису догађаја. Енглеске дефиниције за то шта чини вести су најважније; достављене вести потичу из енглеских престоница и прво одговарају њиховим богатим домаћим тржиштима.
Упркос мноштву услуга за вести, већина вести, штампане и емитоване широм света, сваки дан долази од само неколико великих агенција, три највеће од којих су Associated Press, Reuters и Agence France-Pressе. Иако су ове агенције "глобалне" у смислу њихових активности, свака од њих задржи значајне асоцијације са одређеним земљама, односно у Сједињеним Америчким Државама (AP), Великој Британији (Reuters) и Француској (AFP). Chambers и Tinckell указују на то да су глобални медији агенти енглеских вредности које привилегују норме "конкурентског индивидуализма, laissez-faire капитализма, парламентарне демократије и конзумеризма." Они виде презентацију на енглеском језику исто међународну као и карактеристику англофонске доминације.

## Верске пристрасности
Медији су често оптуживани за склоност и фаворизовање одређених вера или пристрасности против одређених религија. У неким земљама, само извештавање одобрено од државне религије је дозвољено. У другим земљама, увредљиве изјаве о било ком систему веровања се сматрају злочином из мржње и самим тим су илегални.
Према Енциклопедији за социјални рад (19 издање), информативни медији играју важну улогу у перцепцији опште јавности о култовима. Као што је објављено у неколико студија, медији су приказали култове као проблематичне, контроверзне, и претњу од почетка, са тенденцијом да фаворизују сензационалистичке приче преко балансиране јавне расправе. То унапређује анализу да се медијски извештаји о култовима ослањају на полицијске службенике и култне "стручњаке" који приказују култну активност као опасну и деструктивну, и када су представљени различити ставови, они су често замењени ужасним причама ритуалног мучења, сексуалног злостављања, контроле ума, и другим сличним причама. Осим тога, неутемељене тврдње, када се покажу као нетачне, добијају малу или никакву медијску пажњу. У 2012. години, "Хафингтон Пост", колумниста Jacques Berlinerblau тврди да је секуларизам често погрешно интерпретиран у медијима као друга реч за атеизам, наводећи да:. "Секулапизам је вероватно највише погрешно схваћен и унакажен изам у америчком политичком лексикону коментатора са десне стране и лево рутински га изједначава са стаљинизмом, нацизмом и социјализмом, између осталих страшних изама. У Сједињеним Америчким Државама, у последње време, још једна лажна једначина се појавила. То би била, без основа, асоцијација секуларизма са атеизмом. Верско право је профитабилно прогласило овај неспоразум, још од 1970. "
Према Стјуарту А. Рајту, постоји шест фактора који доприносе медијској пристрасности против мањинских религија: први, знање и познавање новинара са предметом; други, степен културне акомодације циљане верске групе; трећи, ограничени економски ресурси на располагању новинарима; четврти, временска ограничења; пети, извори информација које користе новинари, и коначно, предњи крај / задњи крај диспропорционалног извештавања. Према речима професора Права на Јејлу Стивена Картера: " Одавно је америчка навика да буде сумњичава према-и репресивна према-религијама које стоје изван главне тројке протестаната-римокатолика-јевреја која доминира америчким духовним животом. "Што се тиче диспропорцијалности шредњег и задњег краја, Wright каже: "вести о непопуларним или маргиналним религијама често се заснивају на неоснованим тврдњама или државних радњи на основу погрешних или слабих доказа који се јављају на предњем крају неког догађаја. Као што се оптужбе мере у односу материјалних доказа, ови случајеви се често распадну. Ипак, ретко постоји једнак простор и пажња у масовним медијима због резолуције или исхода догађаја. Уколико се испостави да су оптужени невини, често јавност није упозната. "

## Остали утицаји
Очигледна пристрасност медија није увек посебно политичке природе. Новински медији имају тенденцију да привуку одређену публику, што значи да приче које утичу на велики број људи на глобалном нивоу често добијају мању покривеност у неким тржиштима него локалне приче, као што су јавне пуцњаве у школама, венчања славних, пад авиона, "нестала бела жена", или сличне гламурозне или шокантне приче. На пример, смрт милиона људи у етничком сукобу у Африци може да добије недовољно помиње у америчким медијима, док је пуцање на пет особа у средњој школи анализирано у дубини. Такође је познато да постоје пристрасности у спортском емитовању; у Сједињеним Америчким Државама, емитери имају тенденцију да фаворизују тимове на источној обали, тимове у главним тржиштима, старије и више утврђене тимове у лигама, тимове који представљају своје респективне земаље (у међународном спорту) и тимове који укључују високи профил познатих спортиста. Разлог за ове врсте пристрасности је функција онога што јавност жели да гледа и / или шта произвођачи и издавачи верују да јавност жели да гледа.
Пристрасност је такође видљива у случајевима сукоба интереса, где власници медија имају интерес у другим комерцијалним предузећима или политичких партијама. У таквим случајевима у Сједињеним Америчким Државама, медиј је дужан да открије сукоб интереса.
Међутим, одлуке уредничког одељења у новинама и корпоративног родитеља често нису повезани, јер редакција задржава слободу да одлучи шта је покривено, као и оно што није. Пристрасности, стварне или имплициране, често настају када је у питању одлучивање које приче ће бити покривене и ко ће бити позван за те приче.
Оптужбе да је извор пристрасан, ако се прихвате, могу да изазову медијске потрошаче да не верују у одређене врсте изјава, и поставе додатну сигурност на друге.
Како људи гледају медије: две трећине (67%) каже да се слаже са изјавом: "У раду са политичким и друштвеним питањима, новинске организације имају тенденцију да фаворизује једну страну." То је до 14 одсто више од 53 одсто који је дао одговор на то питање 1985. Они који су веровали да медији "делују једнако са свих страна" пали су са 34 одсто на 27 одсто. "У једној од највиших жалби, већина (54%) Американаца верује да медији стоје на путу решавања проблема друштва," изјављује пев. Републиканци "ће пре рећи да новинске организације фаворизује једну страну неголи демократе или независни (77 одсто наспрам 58 одсто и 69 одсто)." Проценат који је осетио да"новинске организације дају праве чињенице" пао је са 55 одсто на 37 одсто.